# Mimochariergus
Mimochariergus är ett släkte av skalbaggar. Mimochariergus ingår i familjen långhorningar.
Kladogram enligt Catalogue of Life:
| Mimochariergus | \| \| Mimochariergus carbonelli \| \| \| \| \| \| Mimochariergus fluminensis \| \| \| \| |
|                | \| \| Mimochariergus carbonelli \| \| \| \| \| \| Mimochariergus fluminensis \| \| \| \| |
|                | Mimochariergus carbonelli                                                                |
|                |                                                                                          |
|                | Mimochariergus fluminensis                                                               |
|                |                                                                                          |